# Nalaut Occidental
Nalaut Occidental (West Nalaut Island) es una isla situada en Filipinas, adyacente a la de Busuanga, isla que forma parte del grupo de Calamianes.
Administrativamente forma parte del barrio de  Maglalambay  del municipio filipino de tercera categoría de Busuanga perteneciente a la provincia  de Paragua en Mimaro,  Región IV-B.

## Geografía
Isla Busuanga es la más grande del Grupo Calamian situado a medio camino entre las islas de Mindoro (San José) y de Paragua (Puerto Princesa), con el Mar de la China Meridional a poniente y el mar de Joló a levante. Al sur de la isla están las otras dos islas principales del Grupo Calamian: Culión y  Corón.

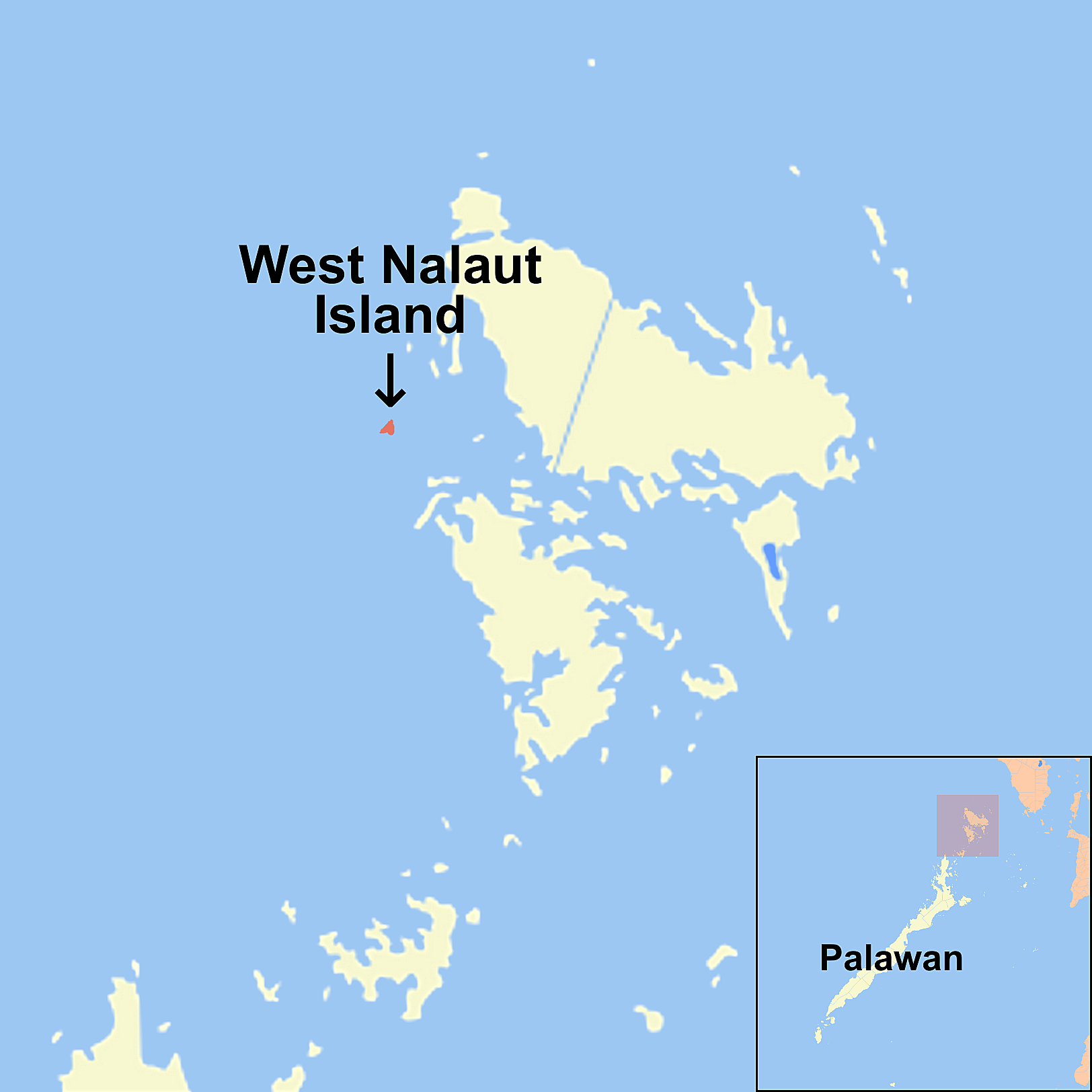
Situación.

Nalaut se encuentra en el Mar de la China Meridional, 16 kilómetros a poniente de Isla Busuanga. Este islote,  el más occidental de las Islas Calamianes, tiene aproximadamente 1.250 metros de largo, en dirección este-oeste, y unos 900 metros en su línea de mayor anchura.
Al norte, y a diez kilómetros,  se encuentra isla Malajón; al sur, y a 7400 metros, isla  Popotoán, sede del barrio; a levante, y a 4.100 metros, isla Nalaut Oridental; y a poniente, y a 1.135 kilómetros, Vietnam.
El barrio de Maglalambay está formado por las siguientes islas e islotes: Popotoán, Nalaut Oriental, Nalaut Occidental, Malbinchilao del Norte,  Rat, Malbinchilao del Sur, Mangenguey y Depelengued.

### Comunicaciones
Cuarenta minutos dura el vuelo de Manila a Busuanga (Francisco B. Reyes Airport, Código IATA: USU, Código ICAO: RPVV), una hora adicional por carretera hasta Corón de cuyo puerto parte una línea regular de navegación hacia la isla.
Isla de propiedad privada en venta.